# رابطة الدفاع عن الإنترنت
رابطة الدفاع عن الإنترنت (The Internet Defense League) هو موقع إلكتروني أطلق في مارس عام 2012 بهدف تنظيم الاحتجاجات المستقبلية التي تتم عبر شبكة الإنترنت والخاصة بقانون مكافحة القرصنة، وذلك بعد نجاح الاحتجاجات المناهضة لـ قانون وقف القرصنة على الإنترنت (SOPA) وقانون حماية الملكية الفكرية (PIPA).

## معلومات تاريخية
يعد موقع رابطة الدفاع عن الإنترنت من إنشاء مجموعة مؤسسة الكفاح من أجل المستقبل (Fight for the Future) غير الربحية، وهي مجموعة تشتهر بمشاركتها في الاحتجاجات المناهضة لقانون وقف القرصنة على الإنترنت لعام 2011، وأليكس أوهانين، مؤسس رديت.

## الموقع الإلكتروني
وفقًا لـ تيفاني شينج، المؤسس المشارك لمجموعة الكفاح من أجل المستقبل (Fight for the Future)، يكمن الهدف من إنشاء رابطة الدفاع في تسجيل آلاف المواقع الإلكترونية، بدءًا من المنظمات الكبرى وحتى المدونين الفرديين، الذين يمكن حشدهم سريعًا إذا لزم الأمر للمشاركة في الاحتجاجات المستقبلية التي تستهدف قانون مكافحة القرصنة. وسيستخدمون "إشارة القطة"، محاكاة لـ إشارة الخفاش، إذا كانت هناك حاجة لاستخدامها. "وهناك نظرية أكاديمية ... تتناول فكرة ما إذا قمت بمنع الأشخاص من مشاركة صور القطط، فإنهم سيبدؤون في الاحتجاج بشكل جماعي"، ويوضح شينغ لشبكة سي إن إن سبب اختيارهم رمز القطة.

## الترحيب
اعتبارًا من مايو 2012، وقعت العديد من المنظمات البارزة على شبكة الاحتجاج، بما في ذلك موزيلا ورديت ووورد بريس وشبكة شيزبرجر. وتتوفر قائمة كاملة بالأعضاء على الموقع الإلكتروني للدفاع عن الإنترنت (IDL website) نسخة محفوظة 19 يونيو 2015 على موقع واي باك مشين..

## وصلات خارجية
- http://internetdefenseleague.org
- http://fightforthefuture.org